# Lijst van voetbalinterlands Estland - Slowakije
Deze lijst van voetbalinterlands is een overzicht van alle officiële voetbalwedstrijden tussen de nationale teams van Estland en Slowakije. De landen speelden tot op heden vier keer tegen elkaar, te beginnen met een kwalificatiewedstrijd voor het Wereldkampioenschap voetbal 2006 op 26 maart 2005 in Tallinn. De laatste ontmoeting, een groepswedstrijd tijdens de UEFA Nations League 2024/25, vond plaats in Trnava op 19 november 2024.

## Wedstrijden
| № | Plaats     | Datum            | Competitie                  | Wedstrijd           | Uitslag |
| - | ---------- | ---------------- | --------------------------- | ------------------- | ------- |
| 1 | Tallinn    | 26 maart 2005    | WK 2006 kwalificatie        | Estland – Slowakije | 1 – 2   |
| 2 | Bratislava | 8 oktober 2005   | WK 2006 kwalificatie        | Slowakije – Estland | 1 – 0   |
| 3 | Tallinn    | 5 september 2024 | UEFA Nations League 2024/25 | Estland – Slowakije | 0 – 1   |
| 4 | Trnava     | 19 november 2024 | UEFA Nations League 2024/25 | Slowakije – Estland | 1 − 0   |

## Samenvatting
| Competitie          | Totaal gespeeld | Winst Estland | Gelijk | Winst Slowakije | Doelsaldo Estland – Slowakije |
| ------------------- | --------------- | ------------- | ------ | --------------- | ----------------------------- |
| WK-kwalificatie     | 2               | 0             | 0      | 2               | 1 − 3                         |
| UEFA Nations League | 2               | 0             | 0      | 2               | 0 − 2                         |
| Totaal              | 4               | 0             | 0      | 4               | 1 − 5                         |

Wedstrijden bepaald door strafschoppen worden, in lijn met de FIFA, als een gelijkspel gerekend.

## Details

### Eerste ontmoeting
De eerste ontmoeting tussen de nationale voetbalploegen van Estland en Slowakije vond plaats op 26 maart 2005. Het WK-kwalificatieduel, bijgewoond door 3.051 toeschouwers, werd gespeeld in de A. Le Coq Arena in Tallinn, en stond onder leiding van scheidsrechter Peter Fröjdfeldt uit Zweden, die werd geassisteerd door zijn landgenoten Henrik Andrén en Kenneth Petersson. Hij deelde drie gele kaarten uit. Vierde official was Martin Ingvarsson.
| WK 2006 kwalificatie (Tallinn, Estland, 26 maart 2005): |              | |
| Estland | 1 – 2        | Slowakije |
| Andres Oper 58' | goals        | 59' Marek Mintál 66' Ľubomír Reiter |
| Jelle Goes | bondscoach   | Dušan Galis |
| Artur Kotenko Andrei Stepanov Urmas Rooba 79' Teet Allas Dmitri Kruglov Enar Jääger Martin Reim Joel Lindpere 86' Kristen Viikmäe Andres Oper Sergei Terehhov 79' | opstellingen | Kamil Čontofalský Stanislav Varga Martin Petráš Jozef Valachovič 54' Karol Kisel Peter Hlinka 46' Rastislav Michalik Radoslav Zabavník Marek Mintál Miroslav Karhan 89' Szilárd Németh |
| Ragnar Klavan 79' Ingemar Teever 79' Vjatšeslav Zahovaiko 86' Martin Kaalma Alo Bärengrub Aivar Anniste Maksim Smirnov                                            | wissels      | 46' Ľubomír Reiter 54' Martin Jakubko 89' Marek Čech Miroslav König Maroš Klimpl Marian Had Igor Demo                                                                                  |
| Martin Reim 14' Teet Allas 90+1' | gele kaarten | 90' Radoslav Zabavník |

### Tweede ontmoeting
De tweede ontmoeting tussen de nationale voetbalploegen van Estland en Slowakije vond plaats op 8 oktober 2005. Het WK-kwalificatieduel, bijgewoond door 12.837 toeschouwers, werd gespeeld in Tehelné pole in Bratislava, en stond onder leiding van scheidsrechter Paul Allaerts uit België, die werd geassisteerd door zijn landgenoten Danny Vanderhoven en Rombout Hennissen. Hij deelde twee gele kaarten uit. Vierde official was Johny Ver Eecke. Bij Slowakije maakte Marek Sapara (MFK Ružomberok) zijn debuut voor de nationale ploeg.
| WK 2006 kwalificatie (Bratislava, Slowakije, 8 oktober 2005): |              | |
| Slowakije | 1 – 0        | Estland |
| Peter Hlinka 76' | goals        | |
| Dušan Galis | bondscoach   | Jelle Goes |
| Kamil Čontofalský Marián Had 71' Martin Škrtel Roman Kratochvíl Peter Hlinka Ivan Hodúr 80' Karol Kisel Radoslav Zabavník Róbert Vittek Stanislav Šesták 46' Szilárd Németh | opstellingen | Artur Kotenko Andrei Stepanov Raio Piiroja Dmitri Kruglov Enar Jääger Maksim Smirnov 86' Liivo Leetma Aleksandr Dmitrijev 37' Kristen Viikmäe Andres Oper 75' Sergei Terehhov |
| Filip Hološko 46' Ľubomír Reiter 71' Marek Sapara 80' Juraj Cobej Martin Petráš Ján Ďurica Jozef Valachovič                                                                 | wissels      | 37' Tarmo Neemelo 75' Joel Lindpere 86' Taavi Rähn Mart Poom Teet Allas Ragnar Klavan Martin Reim                                                                             |
| | gele kaarten | 19' Enar Jääger 88' Tarmo Neemelo |

EJL · A-internationals · Bondscoaches · Statistieken · Estisch vrouwenelftal · Olympisch elftal · Estland U21 · Estland U20 · Estland U19 · Estland U18 · Estland U17 · Estland U16
1920 – 1929 ·
1930 – 1939 ·
1940 – 1949 ·
1950 – 1990 · 
1990 – 1999 ·
2000 – 2009 ·
2010 – 2019 ·
2020 − 2029
OS 1924
1920 ·
1921 ·
1922 ·
1923 ·
1924 ·
1925 ·
1926 ·
1927 ·
1928 ·
1929 · 
1930 · 
1931 · 
1932 · 
1933 · 
1934 · 
1935 · 
1936 · 
1937 · 
1938 · 
1939 · 
1940 · 
1941 · 
1942 · 
1943 · 1944 · 
1945 · 
1946 · 
1947 · 
1948 · 
1949 · 
1950 – 1990 · 
1991 · 
1992 · 
1993 · 
1994 · 
1995 · 
1996 · 
1997 · 
1998 · 
1999 · 
2000 · 
2001 · 
2002 · 
2003 · 
2004 · 
2005 · 
2006 · 
2007 · 
2008 · 
2009 · 
2010 · 
2011 · 
2012 · 
2013 · 
2014 · 
2015 · 
2016 ·
2017 ·
2018 ·
2019 ·
2020
Albanië ·
Andorra ·
Angola ·
Antigua en Barbuda ·
Argentinië ·
Armenië ·
Azerbeidzjan ·
België ·
Bosnië-Herzegovina ·
Brazilië ·
Bulgarije ·
Canada ·
Chili ·
China ·
Cyprus ·
Denemarken ·
Duitsland ·
Ecuador ·
Egypte ·
El Salvador ·
Engeland ·
Equatoriaal-Guinea ·
Faeröer ·
Fiji ·
Filipijnen ·
Finland ·
Frankrijk ·
Georgië · 
Gibraltar ·
Griekenland ·
Hongarije ·
Hongkong ·
Ierland ·
IJsland ·
Indonesië ·
Irak ·
Israël ·
Italië ·
Jordanië ·
Kazachstan ·
Kirgizië ·
Kroatië ·
Letland ·
Libanon ·
Liechtenstein ·
Litouwen ·
Luxemburg ·
Malta ·
Marokko ·
Mexico ·
Moldavië ·
Montenegro ·
Nederland ·
Nieuw-Caledonië ·
Nieuw-Zeeland ·
Noord-Ierland ·
Noord-Macedonië ·
Noorwegen ·
Oekraïne ·
Oezbekistan ·
Oman ·
Oostenrijk ·
Polen ·
Portugal ·
Qatar ·
Roemenië ·
Rusland ·
Saint Kitts en Nevis ·
San Marino ·
Saoedi-Arabië ·
Schotland ·
Servië ·
Slovenië ·
Slowakije · 
Spanje ·
Tadzjikistan ·
Thailand ·
Trinidad en Tobago ·
Tsjechië ·
Turkije ·
Turkmenistan ·
Uruguay ·
Vanuatu ·
Venezuela ·
Verenigde Arabische Emiraten ·
Verenigde Staten ·
Vietnam ·
Wales ·
Wit-Rusland ·
Zweden ·
Zwitserland
SFZ · A-internationals · Bondscoaches · Statistieken · Slowaaks vrouwenelftal · Olympisch elftal · Slowakije U21 · Slowakije U20 · Slowakije U19 · Slowakije U18 · Slowakije U17 · Slowakije U16
1939 – 1944 · 1992 – 1999 · 2000 – 2009 · 2010 – 2019 · 2020 − 2029
EK's: 2016 · 2020 · 2024
WK's: 2010
OS: 2000
1939 · 1940 · 1941 · 1942 · 1943 · 1944 · 1945–1991 · 1992 · 1993 · 1994 · 1995 · 1996 · 1997 · 1998 · 1999 · 2000 · 2001 · 2002 · 2003 · 2004 · 2005 · 2006 · 2007 · 2008 · 2009 · 2010 · 2011 · 2012 · 2013 · 2014 · 2015 · 2016 · 2017 · 2018 · 2019 · 2020 · 2021
Algerije · 
Andorra · 
Argentinië ·
Armenië · 
Australië · 
Azerbeidzjan · 
België · 
Bolivia · 
Bosnië en Herzegovina · 
Brazilië · 
Bulgarije · 
Chili · 
Colombia · 
Costa Rica · 
Cyprus · 
Denemarken · 
Duitsland · 
Egypte · 
Engeland · 
Estland · 
Faeröer · 
 Finland · 
Frankrijk · 
Georgië · 
Gibraltar · 
Griekenland · 
Guatemala · 
Hongarije · 
Ierland · 
IJsland · 
Iran · 
Israël · 
Italië · 
Japan · 
Joegoslavië · 
Jordanië · 
Kameroen · 
Kazachstan ·
Koeweit ·
Kroatië · 
Letland · 
Libanon ·
Liechtenstein · 
Litouwen ·
Luxemburg · 
Malta · 
Marokko · 
Mexico ·
Moldavië · 
Montenegro ·
Nederland · 
Nieuw-Zeeland · 
Noord-Ierland ·
Noord-Macedonië ·
Noorwegen ·
Oeganda · 
Oekraïne · 
Oezbekistan · 
Oostenrijk · 
Paraguay · 
Peru · 
Polen · 
Portugal · 
Roemenië · 
Rusland · 
San Marino · 
Saoedi-Arabië · 
Schotland · 
Servië en Montenegro ·
Slovenië · 
Spanje · 
Thailand · 
Tsjechië · 
Turkije · 
Verenigde Arabische Emiraten · 
Verenigde Staten · 
Wales · 
Wit-Rusland · 
Zuid-Korea · 
Zweden · 
Zwitserland
Engeland (2016) ·
Nieuw-Zeeland (2010) · 
Polen (2021) · 
Rusland (2016) · 
Spanje (2021) · 
Wales (2016) · 
Zweden (2021)